# Fantastic Fest
Fantastic Fest este un festival de film anual din Austin, Texas. A fost fondat în 2005 de Tim League de la Alamo Drafthouse, Harry Knowles de la Ain't It Cool News, Paul Alvarado-Dykstra și Tim McCanlies, scenaristul filmelor Uriașul de fier și Ultima aventură.
Festivalul se concentrează pe filme de groază, science fiction, fantasy, acțiune, asiatice și filme idol.
Are loc anual în septembrie în Austin, cu proiecții pe opt ecrane timp de o săptămână și găzduiește numeroși scenariști, regizori și actori, cunoscuți sau necunoscuți. O caracteristică notabilă a acestui festival este cea a "proiecțiilor secrete". În cadrul acestor proiecții, publicul nu știe adesea ce film le va fi prezentat.
În 2008, revista MovieMaker a citat festivalul ca fiind "unul dintre cele mai bune 25 de festivaluri de astăzi". În 2017, aceeași publicație l-a menționat în lista "celor mai bune 25 de festivaluri de film din lume".